# 't Pluumke
 't Pluumke is een badmintonclub in het dorp Lent bij Nijmegen.
De club, opgericht in 1980, traint in Sporthal De Spil in Lent en beschikt daar over zes badmintonvelden. Er wordt door zowel de jeugd als de senioren competitie gespeeld in de reguliere zondagcompetitie en de voorjaarscompetitie. Speelavonden zijn op dinsdagavond, woensdagavond en vrijdagavond.